# Steve Ogrizovic
Steve Ogrizovic (Mansfield, 1957. szeptember 12. –) angol labdarúgó, kapus, edző, krikettjátékos.

## Pályafutása

### Labdarúgó-játékosként
1977-ben a Chesterfield, 1977 és 1982 között a Liverpool labdarúgója volt. A liverpooli csapattal kétszeres BEK-győztes 1977–78, 1980–81) volt. 1982 és 1984 között a Shrewbury Town, 1984 és 2000 között a Coventry City kapusa volt. Tagja volt az 1987-as angolkupa-győztes csapatnak.

### Edzőként
2002-ben és 2004-ben ideiglenesen a Coventry City vezetőedzője volt. 2007 és 2010 között a Coventry City tartalékcsapatánál dolgozott edzőként.

### Krikettjátékosként
1983–84-ben a Shropshire County krikettcsapatában játszott, ahol jobbkezes ütőjátékos és jobbkezes közepes-gyors dobó volt. Összesen 4 A-listás mérkőzésen lépett pályára, amelyeken 23 futást és 5 kaput szerzett.

## Sikerei, díjai
Liverpool FC
- Angol szuperkupa (FA Charity Shield)
  - győztes (2): 1979, 1980
- Bajnokcsapatok Európa-kupája (BEK)
  - győztes (2): 1977–78, 1980–81
- UEFA-szuperkupa
  - döntős: 1978

 Coventry City
- az év játékosa (1987)
- Angol kupa (FA Cup)
  - győztes: 1987